# 松本ハイランド農業協同組合
松本ハイランド農業協同組合（まつもとハイランドのうぎょうきょうどうくみあい、略称JA松本ハイランド、松本ハイランド農協）は、長野県松本市南松本に本店（本所）を置く農業協同組合である。

## 沿革
- 1992年9月1日 - 松本平農協・波田町農協・山形村農協が合併し、松本ハイランド農協が発足。
- 2000年9月2日 - 松本ハイランド農協、川手農協、四賀村農協、筑北農協が合併。
- 2004年10月1日 - 松本ハイランド農協、信濃朝日農協が合併。
- 2008年10月1日 - 組合員総合ポイント制度「夢あわせポイント」開始。
- 2014年4月 - 店舗統廃合により次の通り変更された。
  - 芳川北部出張所が総合相談センターローンプラザへ業態変更。
  - 内田出張所が寿支所へ統合。それにともない内田出張所は地域交流センターへ業態変更。
  - 七貴出張所が明科支所へ統合。
  - 本城支所と坂北支所が統合し、本城支所を「聖南支所」に名称変更し統合。坂北支所は地域交流センターへ業態変更。
  - 麻績総合支所と坂井支所、日向出張所が統合し、麻績総合支所を「麻績支所」に名称変更し統合。坂井支所は地域交流センターへ業態変更。
  - 日向出張所は日向ふれあいセンターへ業態変更。
- 2016年
  - 9月 - 同敷地内に本所を新築。本所建物の名称は「グリンパル西館」「グリンパル東館」。
  - 10月 - 中山支所と寿支所を統合し、「中山寿支所」を設置。中山支所は地域交流センターへ業態変更。
- 2017年
  - 6月12日 - 里山辺支所と入山辺支所を統合し、山辺支所（やまべ）としてオープン。
  - 9月21日 - イオンモール松本内に直売店「ファーマーズテラス松本」オープン。
- 2018年
  - 3月18日 - ファーマーズテラス松本閉店。
  - 8月 - 旧本所建物の解体工事を開始。
- 2020年11月1日 - 松本ハイランド農協が存続農協となり、松本市農協、塩尻市農協を吸収合併[1][2]。
- 2021年5月28日 - 代表理事組合長が伊藤茂から田中均に交代。伊藤茂は会長となる。同日、代表理事専務理事と常務理事2名が交代。
- 2022年4月 - 本所敷地内に本所ローンプラザがオープン。

## 組合員数
- 正組合員数 25,135人
- 准組合員数 15,503人（令和３年４月末現在）

## 店舗
| 店舗コード | 店舗名                                | 所在地 |
| ---------- | ------------------------------------- | --- |
| 100        | 本所                                  | 松本市南松本一丁目2番16号                                                                                  |
| 001        | 島内支所                              | 松本市島内4573-1                                                                                           |
| 003        | 島立支所                              | 松本市島立3297-1                                                                                           |
| 004        | 新村支所                              | 松本市新村2114                                                                                             |
| 005        | 和田支所                              | 松本市和田2240-9                                                                                           |
| 006        | 神林支所                              | 松本市神林1639-4                                                                                           |
| 007        | 笹賀支所                              | 松本市笹賀2901                                                                                             |
| 008        | 芳川支所                              | 松本市小屋南一丁目15番16号                                                                                 |
| 009        | 中山寿支所                            | 松本市寿豊丘505-1                                                                                          |
| 010        | 女鳥羽支所                            | 松本市岡田町449-1                                                                                          |
| 011        | 山辺支所                              | 松本市里山辺2615-1                                                                                         |
| 012        | 今井支所                              | 松本市今井870                                                                                              |
| 017        | 波田支所                              | 松本市波田10144-1                                                                                          |
| 018        | 山形支所                              | 東筑摩郡山形村2652                                                                                         |
| 019        | 明科支所                              | 安曇野市明科中川手3791-3                                                                                   |
| 021        | 生坂支所                              | 東筑摩郡生坂村6263                                                                                         |
| 022        | 四賀支所                              | 松本市会田1055-1                                                                                           |
| 025        | 麻績支所                              | 東筑摩郡麻績村麻3892-1                                                                                     |
| 026        | 聖南支所                              | 東筑摩郡筑北村西条3416-1                                                                                   |
| 030        | 朝日支所                              | 東筑摩郡朝日村大字小野沢250                                                                                |
| 031        | 松本支所                              | 松本市深志二丁目1番1号                                                                                     |
| 032        | 塩尻支所                              | 塩尻市大門六番町3番56号                                                                                    |
| 036        | 広丘支所                              | 塩尻市広丘原新田215-12                                                                                     |
| ---        | 本所ローンプラザ                      | 松本市南松本一丁目2番16号（主として住宅ローン相談窓口。入出金などの金融業務は行わない）                    |
| ---        | 総合相談センター ローンプラザ         | 松本市野溝東一丁目16番13号（主として住宅ローン以外のローン相談窓口。入出金、振込などの金融業務も取り扱う） |
| ---        | 総合相談センター ライフサポートプラザ | 松本市浅間温泉一丁目16番5号（主に相続・公的年金に関する相談受付。入出金などの金融業務は行わない）          |

## 地域交流センター
- 中山地域交流センター（なかやま）- 長野県松本市中山4146-1
- 内田地域交流センター（うちだ）- 長野県松本市内田2195-2
- 入山辺地域交流センター（いりやまべ）- 長野県松本市入山辺1453
- 坂北地域交流センター（さかきた）- 長野県東筑摩郡筑北村坂北2183-1
- 日向ふれあいセンター（ひなた）- 長野県東筑摩郡麻績村日6305
- 坂井地域交流センター（さかい）- 東筑摩郡筑北村坂井5730-1
- 片丘地域交流センター（かたおか）- 塩尻市片丘4760-1
- 北小野地域交流センター（きたおの）- 塩尻市北小野54-1

地域交流センター、ふれあいセンターは貯金・共済・販売・購買業務を行わない。

## 農産物直売所
- ファーマーズガーデンやまがた
- ファーマーズガーデンやまべ
- ファーマーズガーデンうちだ
- ファーマーズガーデンあかしな
- 畑の彩館きろろ
- 新鮮市場ききょう

## 貯金残高
- 3,870億6,000万円（令和3年4月末現在）

## 主な役員体制
- 会長（代表権なし）
- 代表理事組合長
- 代表理事専務理事
- 営農経済担当常務理事（2名）（代表権なし）
- 金融共済担当常務理事（代表権なし）
- 常勤監事（代表権なし）
- 非常勤理事（代表権なし）
- 非常勤監事（代表権なし）